# Кунцівська сільська рада
Кунцівська сільська рада — колишній орган місцевого самоврядування у Новосанжарському районі Полтавської області з центром у c. Кунцеве.

## Населені пункти
Сільраді були підпорядковані населені пункти:
- c. Кунцеве
- с. Балівка
- с. Вісичі
- с. Ганжі
- с. Собківка